# Liste d'attentats de la guerre du Mali
Lors de la guerre du Mali, à la suite de l'intervention militaire étrangère de 2013, les jihadistes, et en particulier les insurgés du MUJAO, lancent à partir de février 2013, une série d'attentat-suicide contre les forces de la MISMA, de l'armée française et du MNLA.

## Liste d'attentats

### 2013
- Le 26 janvier 2013, lors du deuxième combat de Gao, un pick-up du MUJAO, chargé d'explosif et conduit par deux kamikazes fonce sur les troupes françaises, il est cependant détruit par les tirs des forces spéciales avant d'atteindre sa cible[1].
- Le 8 février 2013, un kamikaze du MUJAO se fait exploser à Gao, à proximité de soldats maliens, l'un d'entre eux est légèrement blessé. C'est le premier attentat-suicide de l'histoire du Mali[2].
- Le 10 février 2013, un deuxième kamikaze du MUJAO explose à Gao sans faire de victime[3].
- Le 21 février 2013, à Kidal, un véhicule piégé explose à près de cinq cents mètres d'un camp militaire. Celui-ci regroupe des militaires français et tchadiens. Le bilan fait état de deux blessés et un tué (le conducteur du véhicule). L'attentat est revendiqué par le MUJAO[4].
- Le 22 février 2013, attentat d'In Khalil ; deux kamikazes du MUJAO se font exploser avec leur véhicule à In Khalil. Trois combattants du MNLA sont tués, quatre autres grièvement blessés et trois véhicules détruits[5].
- Le 26 février 2013, 2e attentat de Kidal ; un kamikaze fait exploser son véhicule à un poste de contrôle. 7 combattants du MNLA sont tués dans l'explosion[6]. L'attaque est revendiquée par le MUJAO, sans donner plus de détails[7].
- Le 20 mars 2013, lors du premier combat de Tombouctou, une attaque d'un groupe de rebelles du MUJAO commence par l'envoi d'une voiture piégée conduite par un kamikaze sur l'aéroport de Tombouctou, trois soldats maliens sont blessés, dont un mortellement[8].
- Le 30 mars 2013, lors du deuxième combat de Tombouctou, une cinquantaine de combattants d'Al-Qaïda au Maghreb islamique, dont plusieurs sont munis de ceintures explosives, effectuent une attaque sur Tombouctou. Le combat commence par l'attentat-suicide d'un kamikaze qui blesse un soldat malien. Quelques heures plus tard, un kamikaze prend en otage un civil nigérian près de la banque, il fait exploser sa charge lors de l'intervention de l'armée malienne, tuant avec lui le civil. Selon un officier malien, deux autres kamikazes se font exploser sans pouvoir atteindre de militaire[9],[10],[11].
- Le 12 avril 2013, 3e attentat de Kidal, un kamikaze se fait exploser dans un échoppe lors du passage de soldats tchadiens. Quatre soldats tchadiens sont tués, trois sont blessés, ainsi que cinq civils. L'attentat aurait été commis par un homme du MUJAO[12],[13],[14].
- Le 4 mai 2013, attentat d'Hamakouladji ; une patrouille de militaires maliens est attaquée par trois ou cinq kamikazes. Alors qu'un motocycliste est arrêté pour un contrôle d'identité, un véhicule 4X4 chargé d'explosifs fonce sur le groupe. Les passagers du véhicule commencent par ouvrir le feu sur les soldats tandis que le jihadiste sur scooter se fait exploser le premier. Deux soldats maliens sont tués et quatre ou huit sont blessés[15],[16],[17].
- Le 10 mai 2013, attentats de Gossi et Ménaka ; l'armée nigérienne est visée à Ménaka par un kamikaze. Une voiture piégée entre dans le camp militaire. Selon le récit d'une source militaire nigérienne à l'AFP : « Vers 5 heures locales, un kamikaze à bord d'une voiture a forcé l'entrée de notre camp militaire à Ménaka. Nous avons fait usage de nos armes, le kamikaze s'est fait exploser. Il est mort, mais nous n'avons pas de victimes dans nos rangs »[18],[19]. Une deuxième attaque a lieu le même jour le même jour à Gossi contre l'armée malienne. Trois kamikazes à pied attaquent un barrage. Ils se font exploser devant les militaires, ou bien sont abattus par les soldats maliens. Trois kamikazes sont tués sur le coup, un quatrième meurt de ses blessures. Deux soldats maliens sont également blessés[18],[19].
- Le 4 juin 2013, à Kidal, un kamikaze tente d'assassiner un colonel du MNLA, il se fait exploser devant sa maison mais ne fait qu'un blessé[20].
- Le 28 septembre 2013, attentat de Tombouctou ; quatre kamikazes conduisant un véhicule piégé se font exploser devant une caserne, deux civils sont tués et six militaires blessés[21],[22]. L'attentat est revendiqué par AQMI[23].
- Le 29 septembre 2013, à Kidal, selon des militaires maliens, un kamikaze se tue accidentellement, sans faire de victimes, en faisant une fausse manipulation avec sa ceinture explosive dans un entrepôt abandonné[24]. Cependant, d'après le gouverneur de Kidal, il semble plus probable que les fortes chaleurs aient provoqué accidentellement une explosion dans un dépôt de munitions, car aucun corps n'a été retrouvé[25].
- Le 23 octobre 2013, Attentat de Tessalit, deux Casques bleus tchadiens de la MINUSMA et cinq djihadistes sont tués lors d'une attaque-suicide revendiquée par Sultan Ould Bady[26].
- Le 30 novembre 2013, sept djihadistes sont repérés par des soldats français à Ménaka, près d'un camp où 500 à 700 soldats nigériens et 24 soldats français sont présents. L'un d'eux se fait exploser sans faire de victimes et les autres prennent la fuite[27],[28],[29].
- Le 14 décembre 2013, 3e attentat de Kidal, deux Casques bleus sénégalais sont tués par un kamikaze[30]. L'attaque est revendiquée par Sultan Ould Bady[31].

### 2014
- Le 11 juin 2014, attentat d'Aguel'hoc, quatre Casques bleus tchadiens sont tués par un kamikaze conduisant un véhicule piégé[32].
- Le 14 juillet 2014 en fin d'après-midi, un pick-up piégé conduit par un kamikaze attaque une patrouille blindée française près d'Almoustarat, entre Bourem et Anéfis. Sept soldats français sont blessés dans l'explosion, dont un mortellement et deux autres grièvement[33],[34]. Le colonel Jaron déclare : « Un véhicule s’est approché à vive allure, on a ouvert le feu, ce qui a permis de stopper le véhicule à 10 mètres de là où nous étions, mais le terroriste a activé sa charge explosive »[35]. L'attaque est revendiquée le 17 juillet par Al-Mourabitoune[36],[37].
- Le 16 août 2014, à Ber, deux soldats burkinabè sont tués et quatre autres blessés par l'explosion d'un pick-up conduit par deux kamikazes[38],[39],[40].
- Le 21 novembre 2014, à Bourem, un jeune kamikaze se fait exploser accidentellement sans faire de victimes[41].

### 2015
- Le 17 janvier 2015, à Kidal, la base de la MINUSMA est attaquée par un camion-suicide et des djihadistes armés, mais les Casques bleus tchadiens repoussent l'attaque, quelques assaillants sont tués, un militaire tchadien est tué et un autre blessé[42],[43].
- Le 7 mars 2015, attentat de Bamako ; un commando de deux hommes ouvre le feu dans un bar-restaurant-boîte de nuit, tuant cinq personnes, dont trois Maliens, un Français et un Belge, et faisant huit blessés. L'attaque est revendiquée par Al-Mourabitoune[44],[45],[46].
- Le 15 avril 2015, à Ansongo, l'explosion d'un véhicule piégé conduit par un kamikaze blesse neuf Casques bleus nigériens, dont deux sérieusement, tue trois civils et en blesse sept autres[47],[48]. L'attaque est revendiquée par Al-Mourabitoune[49].
- Le 20 novembre 2015, attentat du Radisson Blu de Bamako : deux djihadistes attaquent un hôtel à Bamako, ils tuent 19 civils et un gendarme avant d'être abattus par les forces spéciales françaises et maliennes. L'attaque est revendiquée par Al-Mourabitoune, avec le soutien d'AQMI [50].

### 2016
- Le 12 février 2016, à Kidal, une pluie de roquettes s'abat sur le camp de la MINUSMA et un véhicule conduit par un kamikaze mauritanien se fait exploser, sept soldats guinéens sont tués, dont une femme, et 35 autres casques bleus sont blessés. L'attaque est revendiquée par Ansar Dine[51],[52],[53],[54],[55],[56],[57],[58],[59].
- Le 31 mai 2016, en soirée, à Gao, un attentat multi-sites est perpétré par AQMI. Un véhicule piégé explose à l'entrée d'un camp secondaire de la MINUSMA tuant une sentinelle chinoise. Dans les minutes qui suivent, une villa abritant un Britannique civil travaillant pour la MINUSMA est attaquée mais l'intéressé ne s'y trouve pas. Un camp abritant une société de spécialistes en déminage travaillant pour le compte de l'UNMAS est également attaqué par un commando armé. Parmi la douzaine d'Occidentaux présents, un Français est mortellement blessé[60],[61],[62].
- Le 10 octobre 2016, à Tombouctou, un kamikaze est tué, soit par les tirs de Casques bleus suédois, ou bien à cause de l'explosion limitée d'une ceinture explosive défaillante[63],[64].
- Le 29 novembre 2016, un kamikaze se fait exploser avec un véhicule piégé près de l'aéroport de Gao, mais sans faire de victimes. L'attaque est revendiquée par la katiba Al-Mourabitoune d'AQMI[65].

### 2017
- Le 18 janvier 2017, attentat de Gao : un kamikaze se fait exploser dans un camp militaire à Gao, au milieu de combattants des groupes armés de la CMA et de la Plateforme, qui s'étaient réunis pour mener des patrouilles mixtes dans le cadre du Mécanisme opérationnel de coordination (MOC), convenu lors de l'accord d'Alger. Revendiqué par AQMI, l'attentat fait 54 morts et une centaine de blessés, soit le bilan de plus lourd de l'histoire du Mali[66],[67].
- Le 18 juin 2017, attentat de Kangaba : un centre de villégiature est attaqué près de Bamako : trois civils, deux militaires et quatre terroristes sont tués dans cet attentat revendiqué par le Groupe de soutien à l'islam et aux musulmans[68].

### 2018

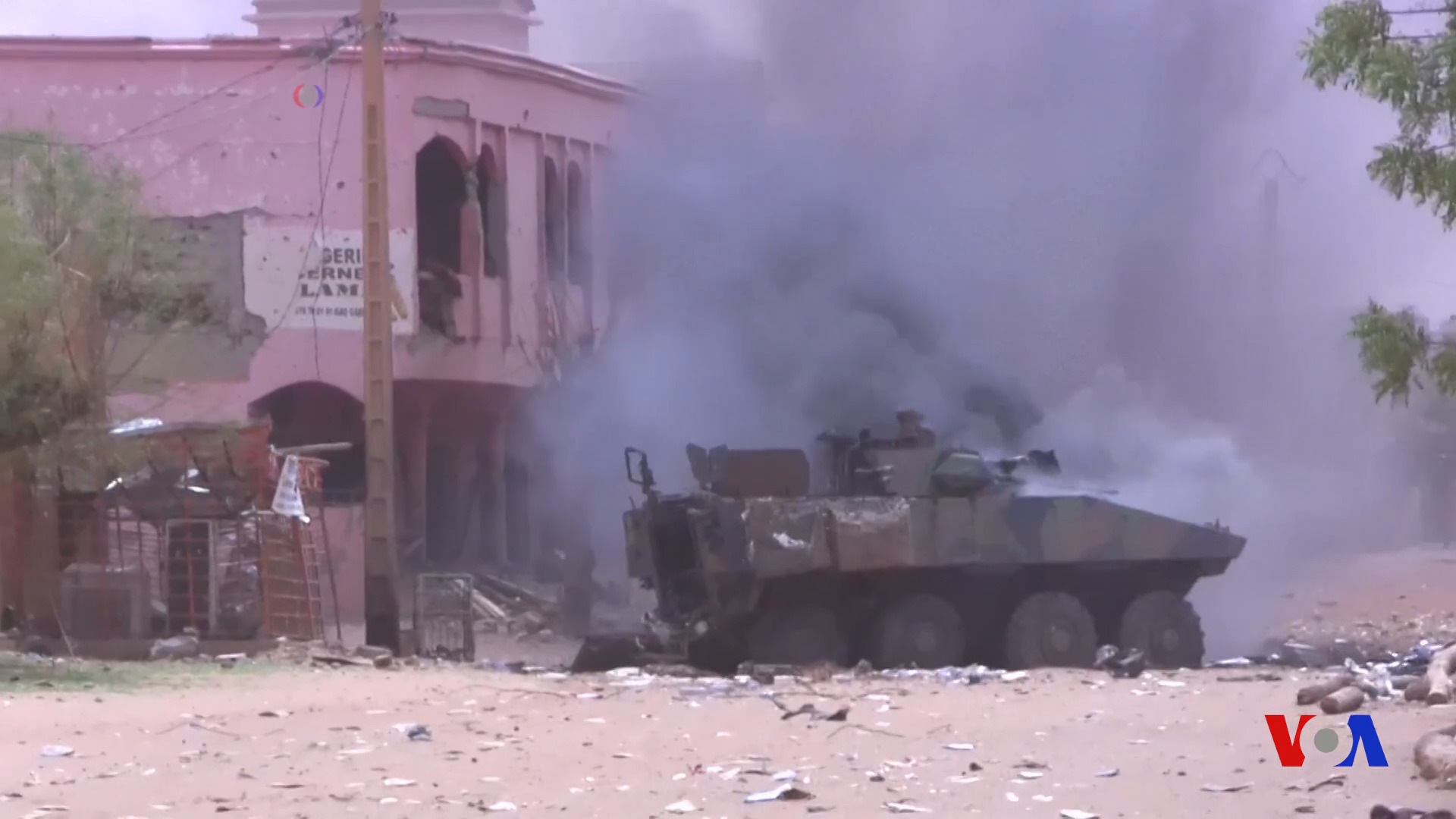
Un VBCI en feu à Gao le 1er juillet 2018 après une attaque.

- Le 11 janvier 2018 : un kamikaze au volant d'un véhicule piégé attaque un convoi de l'armée française entre Idelimane et Ménaka : trois soldats sont blessés[69]. L'attaque est revendiquée par l'État islamique dans le Grand Sahara[70].
- Le 29 juin 2018 : le quartier-général du G5 Sahel à Sévaré est attaqué par un commando de six djihadistes. Deux des assaillants sont tués, dont un kamikaze au volant d'un véhicule piégé, ainsi que deux soldats et un civil[71],[72],[73]. Onze membres de la Force conjointe du G5 Sahel sont blessés : 5 Tchadiens, 4 Nigériens et 2 Maliens[74].

- Le 1er juillet 2018 : un kamikaze au volant d'un véhicule piégé se fait exploser contre une patrouille franco-malienne à Gao. Quatre civils maliens sont tués et 23 blessés. Quatre soldats français sont également blessés et un VBCI est endommagé[75],[76],[77]. L'attaque est revendiquée par le Groupe de soutien à l'islam et aux musulmans[78].

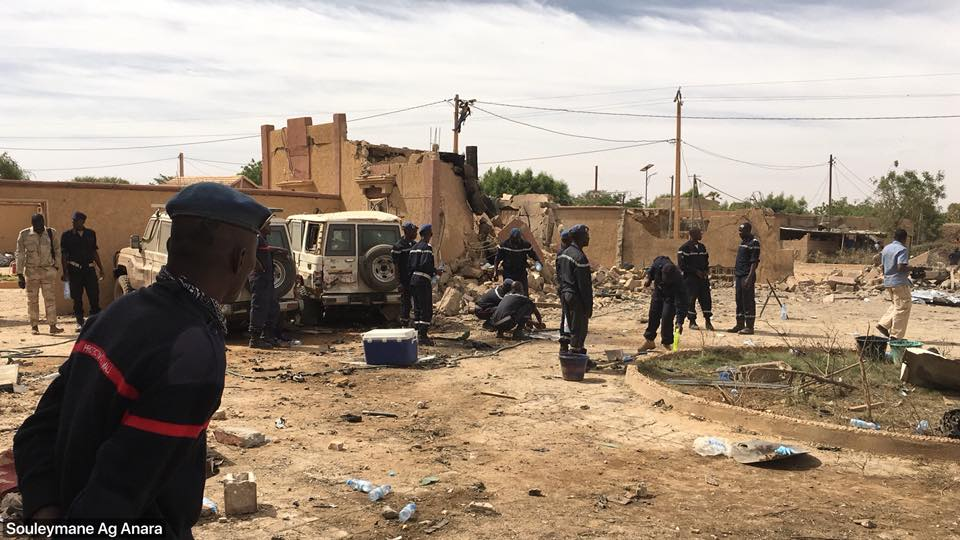
Le lendemain de l'attentat du 12 novembre 2018.

- Le 12 novembre 2018 : à Gao, un véhicule conduit par un kamikaze explose dans la cour d'une résidence occupée par des contractuels de la MINUSMA spécialisés dans le déminage. Trois civils maliens sont tués et quatre contractuels étrangers — deux Cambodgiens, un Sud-Africain et un Zimbabwéen — sont blessés, ainsi qu'au moins 30 civils maliens, dont 12 femmes et six enfants. L'attaque est revendiquée le jour même par le Groupe de soutien à l'islam et aux musulmans[79],[80],[81],[82],[83].

### 2019
- Le 24 février 2019 : deux kamikazes au volant de véhicules piégés se font exploser à l'entrée du camp militaire de Koulikoro, blessant deux militaires et un civil maliens[84]. L'attaque est revendiquée par le Groupe de soutien à l'islam et aux musulmans[85].

- Le 26 février 2019 : l'explosion d'un cadavre piégé fait 17 morts et 15 blessés parmi des civils[86].
- Le 22 juillet 2019, un VBIED conduit par trois kamikazes explose à l'entrée de la base française de Gao. Au moins deux soldats français et cinq soldats estoniens sont blessés[87],[88],[89].

### 2023
- Le 8 septembre 2023, un camp de l'armée malienne est attaquée par au moins deux véhicules piégés. Aucun bilan n'est communiqué par le gouvernement malien. L'attaque est revendiquée par le Groupe de soutien à l'islam et aux musulmans[90].